# Теребука
Теребука (рос. Теребука) — присілок Сафоновського району Смоленської області Росії. Входить до складу Вишегорського сільського поселення.
Населення — 7 осіб (2007 рік). 